# Luise Renner
Luise Renner (* 25. Juni 1872 in Güssing, Königreich Ungarn, als Luise Stoisits; † 30. Juni 1963 in Wien) war die Ehefrau des sozialdemokratischen österreichischen Politikers Karl Renner, der von 1945 bis zu seinem Tod am 31. Dezember 1950 Bundespräsident der Republik Österreich war. Luise Renner war Mitbegründerin und erste Präsidentin der Volkshilfe Österreich, nach ihr wurde der Österreichische Pflege- und Betreuungspreis benannt.

## Leben

### Herkunft und Familie
Luise Renner stammte aus der Stadt Güssing im äußersten Westen des damaligen Königreichs Ungarn, der seit 1921 als Teil des Burgenlandes zu Österreich gehört. Ihre deutschsprachige Familie lebte in einfachen Verhältnissen. Ihre Mutter, geborene Oswald, war die Tochter des Bauern und Gastwirts Oswald aus dem Nachbarort St. Nikolaus. Ihre Mutter hatte in jungen Jahren einen Militärangehörigen kroatischer Herkunft mit Namen Stoisits geheiratet. Dieser diente als Berufssoldat und starb 1879. Luise Stoisits hatte fünf Geschwister, drei Brüder und zwei Schwestern.
Im Alter von 16 Jahren kam Luise Renner nach Wien, wo sie in einem kleinen Gasthaus von Verwandten arbeitete, um zum Lebensunterhalt ihrer Familie im späteren Burgenland beizutragen.

### Beziehung und Ehe mit Karl Renner
Im Sommer 1890 lernte Luise Stoisits im  8. Wiener Gemeindebezirk, Josefstadt, in einem Anwesen an der Lerchenfelder Straße, wo sie wohnte, ihren späteren Ehemann Karl Renner kennen. Es entstand eine auch körperliche Liebesbeziehung. Renner war zu dieser Zeit, nach seinem Ausscheiden aus dem Militärdienst, auf Wohnungssuche in Wien.
Im Sommer 1891 arbeitete Karl Renner als Nachhilfelehrer auf Schloss Johnsdorf bei Mährisch-Ostrau. Vor seiner Abreise hatte er für Luise ein Zimmer in Untermiete in der Lammgasse 1 in der Wiener Josefstadt gemietet. Dort brachte Luise Stoisits die gemeinsame Tochter Leopoldine Aloisia (* 16. August 1891; † 1. Mai 1977) zur Welt. Karl Renner studierte ab dem Wintersemester 1891 in Wien Rechtswissenschaften und finanzierte sein Studium als Nachhilfelehrer und mit diversen Schreibarbeiten.
Ab dem Frühjahr 1892 arbeitete Luise als Stubenmädchen und Bedienerin, um zum Familienunterhalt beizutragen. Die Tochter Leopoldine kam zu Pflegeeltern (Familie Hald) nach Purkersdorf, da das noch unverheiratete Paar Renner/Stoisits aufgrund des niedrigen Verdienstes der Mutter und des Vaters, der zu dieser Zeit als Nachhilfelehrer ebenfalls nicht ausreichend verdiente, nicht für ihren Lebensunterhalt sorgen konnte. Anfang November 1892 bezogen Karl und Luise ein geräumiges Zimmer in Wien 8., Stolzenthalergasse 14. Der Vermieter Alois Rohrauer (1843–1923), Sozialist und Mitgründer der Naturfreunde Österreich (Denkmal siehe hier), hatte dem unverheirateten Paar das Zimmer überlassen. Die Tochter Leopoldine blieb bei den Pflegeeltern in Purkersdorf.
Im Sommer 1895 begleitete Luise ihren späteren Ehemann Karl Renner an den Grundlsee bei Markt Aussee, wo er eine Sommeranstellung als Nachhilfelehrer hatte und Vorträge und Schulungen bei den Salinenarbeitern, die in der Arbeiterbewegung organisiert waren, hielt. Luise begleitete ihren Ehemann, soweit es die Betreuung der Tochter Leopoldine zuließ, regelmäßig zu seinen Vorträgen. Sie kam somit frühzeitig und intensiv mit den Ideen der Arbeiterbewegung in Berührung.
Im Sommer 1895 mieteten Luise und Karl Renner ihre erste gemeinsame Wohnung in der Viaduktgasse im 3. Wiener Gemeindebezirk, Landstraße. Luise gab ihre Anstellung auf und war fortan bis zur Volljährigkeit der Tochter Leopoldine ausschließlich Hausfrau und Mutter. Im Frühjahr 1896 heirateten Luise Stoisits und Karl Renner, auch auf Drängen von Karl Renners Vorgesetzten, die Renner aufforderten, sein „sittenwidriges Konkubinat“ endlich zu beenden, in der Wiener Weißgerberkirche. Renner hatte in diesem Jahr seine definitive Beamtenstelle in der Parlamentsbibliothek erhalten. 1910 kaufte das Paar die heute als Gedenkstätte und Museum fungierende Renner-Villa in Gloggnitz im südlichen Niederösterreich. Das Ehepaar Renner gab Einladungen. Luise Renner organisierte regelmäßig gesellige Musikabende, bei denen sie als Gastgeberin fungierte.
Während eines Auslandsaufenthaltes begann Tochter Leopoldine im Studienjahr 1908/09 ein Studium der Englischen Sprache und Literatur am Newnham College der Universität Cambridge, doch beendete sie dieses Studium nicht. Mit Erreichen der Volljährigkeit begann sie an der Universität Wien ein Jusstudium, das sie jedoch ebenfalls nicht beendete. Im Mai 1913 heiratete Leopoldine Renner den Zivilingenieur Hans Deutsch (* 17. Jänner 1878 in Wien; † 28. August 1953 ebenda), Leiter der Hammerbrotwerke. Die Trauung fand nach altkatholischem Ritus in der Wiener Salvatorkirche statt, obwohl Hans Deutsch jüdischen Glaubens war. Die Nationalsozialisten warfen dem Ehepaar Renner daher wegen ihres Schwiegersohnes „jüdische Versippung“ vor. Leopoldine zog daraufhin zu ihrem Ehemann nach Schwechat, wo das Ehepaar bis 1930 lebte. Nachdem der nunmehrige Hans Deutsch-Renner seinen Posten bei den Hammerbrotwerken verloren hatte, zog die Familie in eine Wohnung auf der Dominikanerbastei im 1. Wiener Gemeindebezirk. 1934 zogen sie zur Karl und Luise Renner in eine Wohnung in der Taubstummengasse und blieben dort bis 1938. Aus der Ehe der Tochter Leopoldine mit Hans Deutsch gingen drei Kinder hervor: Hans (* 15. Dezember 1914 in Wien; † 17. November 2004), Karl (* 7. Februar 1917 in Wien; † 26. Jänner 2005 in Ottawa) und Franziska (spätere Frances Ashley; * 1920; † ?). Alle drei emigrierten 1938 nach Großbritannien und später in die USA. Hans Deutsch-Renner verließ Österreich erst Anfang 1939 nach einem Angriff auf die Gloggnitzer Villa durch Nationalsozialisten zu Weihnachten 1938 und ging ebenfalls nach Großbritannien. Leopoldine Deutsch-Renner besuchte im Sommer 1939 ihren Ehemann und ihre Kinder in Großbritannien, kehrte noch im selben Jahr nach Gloggnitz zurück, wo sie gemeinsam mit ihren Eltern lebte. Hans Deutsch-Renner kehrte nach Kriegsende 1945 wieder zu seiner Frau und seinen Schwiegereltern nach Wien zurück; die Familie lebte dort bis 1950 in der Präsidentenvilla in der Himmelstraße. 1948 erlitt der sich damals in seinen frühen Siebzigern befindende Hans Deutsch-Renner einen Schlaganfall und war fortan bis zu seinem Tod im Sommer 1953 auf Pflege angewiesen.
In den Jahren 1918 bis 1933, als Renner Staatskanzler (siehe Staatsregierung Renner I bis Renner III), von 1920 an Abgeordneter zum Nationalrat und einer der prominentesten sozialdemokratischen Politiker war, begleitete Luise Renner ihren Mann regelmäßig zu internationalen sozialistischen Kongressen, auf denen Renner sprach; sie fanden u. a. in Schleswig-Holstein, Südtirol, Mailand, Genua, Marseille und Lyon statt. Das Paar wohnte damals im 2. Bezirk, Praterstraße 8. Karl Renner nannte seine Ehefrau Luise scherzhaft-liebevoll „Kanzlerin“, wohl eine Anspielung darauf, dass Luise Renner die politischen Amtsgeschäfte ihres Ehemanns aufmerksam begleitete.

### Zweiter Weltkrieg und Rückkehr nach Wien
Während des Zweiten Weltkriegs lebte Luise Renner mit ihrem Mann und Tochter Leopoldine, die kurz vor Kriegsbeginn 1939 aus der britischen Emigration zu den Eltern zurückgekehrt war, in der Villa in Gloggnitz, in Hausarrest unter Aufsicht der Gestapo. Im April 1945 begleitete sie ihren Ehemann, der von der Sowjetischen Militärregierung mit dem Wiederaufbau einer österreichischen Regierung, der Provisorischen Staatsregierung, beauftragt worden war, zurück nach Wien (siehe hier). Im Dezember 1945 wurde die Bundesverfassung wieder voll in Kraft gesetzt und der bisherige Staatskanzler Renner zum Bundespräsidenten gewählt. Seit 1946 amtierte er in der Hofburg.

### Volkshilfe
Luise Renner war Mitbegründerin der Volkshilfe Österreich. Diese wurde am 21. März 1947 als parteiunabhängige und gemeinnützige Wohlfahrtsvereinigung in Wien gegründet. Luise Renner wurde zu deren erster Präsidentin gewählt. Nach ihr wurde im Jahr 2014 die Luise, der Österreichische Pflege- und Betreuungspreis, benannt. Die Statuette, die den Preisträgern und Preisträgerinnen verliehen wird, wurde von Manfred Wakolbinger gestaltet.

### Späte Jahre, Tod, Rezeption und Nachwirkung
Karl Renner schrieb 1946 in seinem Buch An der Wende zweier Zeiten. Lebenserinnerungen von Karl Renner über die Begegnung mit seiner späteren Ehefrau. Das Kapitel Ein Heim, eine bedeutsame Begegnung ist seiner Begegnung mit Luise Renner gewidmet.
Nach dem Tod von Karl Renner am 31. Dezember 1950 erhielt Luise Renner eine Dienstwohnung im Parterre des rechten Flügels von Schloss Schönbrunn. Dort lebte sie gemeinsam mit ihrer Tochter Leopoldine und ihrem mittlerweile pflegebedürftigen Schwiegersohn. Sie überlebte ihren Mann um 13 Jahre. In den letzten Jahren pflegebedürftig, wurde sie von ihrer Tochter, die später wieder nach Gloggnitz gezogen war, betreut. Luise Renner starb Ende Juni 1963 im 92. Lebensjahr im Bett ihrer Wohnung in Schönbrunn. Am 5. Juli 1963 wurde sie an der Seite ihres Ehemannes in der Präsidentengruft auf dem Wiener Zentralfriedhof bestattet.
In der Arbeiter-Zeitung, dem Zentralorgan der SPÖ, schrieb Marianne Pollak, damals selbst bereits eine Seniorin des „Parteiadels“, acht Wochen vor ihrem Suizid einen sehr ausführlichen Nachruf.
In der Erinnerung ihrer Enkel wurden insbesondere ihr „warmherziges, ausgleichendes“ Wesen und ihr „liebevoller“ Charakter hervorgehoben. Sie galt als hervorragende Köchin. Nach Aussagen ihres Enkels Karl Deutsch-Renner (1917–2005) sei sich Luise Renner, trotz ihres hohen gesellschaftlichen Aufstiegs, stets ihrer einfachen Herkunft bewusst gewesen; diese habe sie nie vergessen. Karl Deutsch-Renner berichtete später in Interviews, seine Großmutter habe einen bürgerlichen Kleidungsstil gepflegt, habe niemals auffällige Juwelen und Schmuck oder Pelzmäntel getragen.
In einem Gedenktext zum 25. Todestag Renners schrieb die Wiener Rathauskorrespondenz, auch Renners Frau – er hatte früh geheiratet – engagierte sich stark in der sozialistischen Bewegung.